# Marilyn Manson
Marilyn Manson (nume la naștere Brian Hugh Warner; n. 5 ianuarie 1969) este un cântăreț, muzician, artist vizual, producător de înregistrări, fost jurnalist muzical, compozitor și actor american, cunoscut pentru imaginea sa controversată. Este vocalistul formației cu același nume. Actualul său nume este format din numele actriței Marilyn Monroe și criminalul Charles Manson.
În mass-media este caracterizat ca având o influență rea asupra adolescenților, iar stilurile ciudate în care își modelează și scrie versurile melodiilor l-au adus într-o situație proastă, in care a si vrut să ajungă sa demonstreze că are dreptate in melodiile pe care le-a făcut.

## Biografie

### Copilărie
Manson, care s-a născut în Canton, Ohio, fiind unicul copil al cuplului Barbara Wyer și Hugh Warner. Acesta este descendent german din partea tatălui și englez și nativ sioux din partea mamei. Acesta este un văr distant al comentatorului conservativ Pat Buchanan. Tatăl său este catolic și mama lui episcopală, dar Manson a fost educat în religia mamei, urmând cursurile școlii Heritage Christian până în clasa a zecea. Mai târziu s-a transferat la liceul Cardinal Gibbons din Fort Lauderdale, Florida. Manson a absolvit liceul în 1987 și a devenit student la Broward Community College în 1990. Acolo a lucrat ca jurnalist, și a dobândit multe cunoștințe în domeniu fiindcă a scris articole despre muzică în revista 25th Parallel, din Florida de Sud. Cât de curând va întâlni câțiva dintre muzicienii cu care trupa lui va fi comparată mai târziu, aici fiind My Life With the Thrill Kill Kult și pe Trent Reznor din Nine Inch Nails.

### Muzică
Înainte de formarea grupului Marilyn Manson, el a fost implicat împreună cu Twiggy Ramirez în două proiecte: o formație death metal  unde el a cântat la bas și Mrs. Scabtree, unde a cântat la tobe. El a format Marilyn Manson & the Spooky Kids în Florida în 1989 (numele a fost scurtat în Marilyn Manson în 1992). În vara anului 1993, formația a atras atenția lui Trent Reznor. Reznor le-a produs în 1994 albumul de debut Portrait of an American Family. Formația a început să creeze un cult, ce a crescut odată cu lansarea albumului Smells Like Children în 1995. Antichrist Superstar (de asemenea produs de Reznor) a fost un succes chiar mai mare. Trei albume ale formației au fost premiate cu platină, iar alte trei cu aur, iar trupa a avut trei prezențe în top 10. Manson a lucrat prima dată ca producător pentru formația Jack Off Jill, pe care i-a ajutat să producă majoritatea înregistrărilor.A interpretat la chitară în melodia My Cat și a deschis majoritatea spectacolelor din Florida de Sud. Acesta a apărut ca interpret pe albumul lui DMX, Flesh of My Flesh, Blood of My Blood și pe albumul celor de la Godhead, 2000 Years of Human Error.

## Film și Televiziune
Manson și-a făcut debutul în cinematografie în 1997, ca actor în filmul lui David Lynch, Lost Highway. De atunci a mai apărut într-o varietate de roluri minore și cameo, incluzând Party Monster, Jawbreaker (1998), The Heart Is Deceitful Above All Things în 2004, Rise și The Hire: Beat The Devil, al șaselea serial din seria BMW Films. A fost intervievat în documentarul politic a lui Michael Moore, Bowling for Columbine, discutând posibilile motivări cauzate de el cu referire la Masacrul din Liceul Columbine și cum că muzica lui ar fi fost cumva un factor.A mai apărut sub formă animată în Clone High și a participat în câteva episoade din serialul MTV, Celebrity Deathmatch, devenind campionul și mascota neoficială a spectacolului și a contribuit cu melodia Astonishing Panorama of the Endtimes la albumul de soundtrack.În iulie 2005, Manson a dezvăluit revistei Rolling Stone că se concentră asupra muzicii și acum, a filmului.Johnny Depp a spus ca Manson a fost sursa lui de inspirație pentru rolul lui Willy Wonka din filmul Charlie and the Chocolate Factory.Manson însuși a spus că ar fi fost interesat să interpreteze rolul lui Willy Wonka în film. Deocamdată, lucrează la debutul său ca regizor, „Phantasmagoria: The Visions of Lewis Carroll”.În acest film, joacă rolul lui Lewis Carroll, autorul cărții Alice în Țara Minunilor.În loc de o lansare doar pe internet, a decis să estimeze bugetul filmului la 4.2 $ milioane pentru o lansare cinematografică convențională, programată original pentru mijlocul anului 2007.Filmul va avea un soundtrack original.Manson îl mai interpretează pe Lars în filmul Slasher Splatter Sisters.

## Artă
Manson a spus într-un interviu acordat revistei i-D în 2004, că și-a început cariera ca pictor (cu acuarele) în 1999 cănd a făcut în 5 minute o pictură pe care a vândut-o unor comercianți de droguri.Pe data de 13-14 octombrie 2002, în primul său show, The Golden Age of Grotesque a fost ținută la Centrul de Expoziție Contemporan din Los Angeles.Revista Art in America a lui Max Henry le adorau deoarece erau „materiale folosite pe post de terapie la un pacient cu probleme psihiatrice”.În 14-15 septembrie 2004, Manson a găzduit o a doua expoziție în prima noapte la Paris iar în a doua la Berlin.Numele expoziției era Trismegistus, care era și numele operei lui Manson - un Iisus Hristos mare, cu trei capete, pictat pe o placă de lemn antică.Mișcarea pentru artă a lui Manson a fost numită Celebritarian Corporation.În 2005 a spus că Celebritarian Corporation a fost în „incubație câțiva ani”; deci, se deduce ca Celebritarian Corporation, într-un fel, a început în 1998.
Celebritarian Corporation Gallery of Fine Art din Los Angeles a fost cea de-a trei expoziție a lui Manson.Din 2-17 aprilie 2007, picturile lui au fost postate în Florida, la Space 39 Modern & Contemporary. 40 de piese au fost transportate în Germania, la galeria Brigitte Schenk în Cologne să fie publicate între 28 iunie-28 iulie 2007.
Manson a  dezvăluit încă 20 de piese în 2010 la expoziția intitulată Genealogies of Pain, o expoziție în colaborare cu David Lynch.Picturile au fost postate la galeria Kunsthalle din Viena.

## Viață personală
Manson a apărut în jocul Area 51 interpretându-l pe Edgar, un extratrestru gri.Melodia sa, Cruci-Fiction In Space, este folosită într-o reclamă pentru jocul video The Darkness. De asemenea, mai apare și în jocul Celebrity Deathmatch pentru care a înregistrat o melodie în 2003. Melodia Use your fist and not your mouth este folosită în credite pentru jocul Cold Fear, la fel ca și în Spawn: Armageddon. Manson a lansat Mansinthe, propria firmă de alcool elvețian, la care a primit diferite valori pro și contra, iar criticii au comparat mirosul băuturii cu cel al apei de canalizare și gustul „rău ca urina”; dar a câștigat o medalie de aur în 2008 la Competiția Mondială a Băuturilor din San Francisco. A avut o relație cu Michele Greenberg, înainte de cea cu Dita Von Teese. A fost logodit cu actrița Rose McGowan. În 2007, relația lui Manson cu actrița Evan Rachel Wood a fost făcută publică. Manson și Wood sunt acum logodiți. Grupul drepturilor animalelor, PETA, l-a adăugat pe acesta în 2008 la categoria „Cele mai prost îmbrăcate celebrități din 2008”.

## Căsătoria cu  Dita Von Teese
Manson și Dita von Teese s-au întâlnit atunci când acesta a întrebat-o daca vrea să apară în videoclipul lui. Deși aceasta nu a putut, cei doi au pastrat legătura. În ziua în care a împlinit 32 de ani, aceștia au devenit un cuplu. El a cerut-o în căsătorie pe 22 martie 2004 și i-a dat acesteia un inel din anii 1930, de 7 karate (1,400 mg). Pe 28 noiembrie 2005, Manson și Von Tesse s-au căsătorit în privat, o ceremonie în propria casă. O altă ceremonie s-a organizat pe 3 decembrie, la castelul Gurteen, în Kilsheelan, County Tipperary, Irlanda, acasă la prietenul lor, Gottfried Helnwein. Nunta a fost oficiată de regizorul și scriitorul Alejandro Jodorowsky. Pe 30 decembrie 2006, Von Tesse înainta cererea de divorț datorită diferențelor de neiertat. ET.com și revista People a redactat că Manson are o relație extraconjugală cu actrița de 19 ani, Evan Rachel Wood, cu care a interpretat în filmul Phantasmagoria: The Visions of Lewis Carroll, și care a apărut în videoclipul melodiei Heart-Shaped Glasses. Relația a fost confirmată de Von Tesse într-un interviu la  „Sunday Telegraph”. Alte cauze citate sunt abuzul de alcool și comportamentul distant a lui Manson. Cererea de divorț a fost predată Curții Supreme din Los Angeles pe data de 27 decembrie 2007.

## Discografie
- Portrait of an American Family (1994)
- Antichrist Superstar (1996)
- Mechanical Animals (1998)
- Holy Wood (In the Shadow of the Valley of Death) (2000)
- The Golden Age of Grotesque (2003)
- Eat Me, Drink Me (2007)
- The High End of Low (2009)
- Born Villain (2012)
- The Pale Emperor (2015)
- Heaven Upside Down (2017)
- We Are Chaos (2020)
- One Assassination Under God - Chapter 1 (2024)

Articol principal Discografia lui Marilyn Manson

## Cărți
- The Long Hard Road Out of Hell - New York: HarperCollins division ReganBooks, 1998 ISBN 0-06-039258-4.
- Holy Wood - HarperCollins division ReganBooks (nelansată).
- Genealogies of Pain. Nuremberg: Verlag für moderne Kunst Nürnberg, 2011 ISBN 978-3-86984-129-8.
- Campaign. Calabasas: Grassy Slope Incorporated, 2011 ASIN B005J24ZHS.

## Filmografie
- S.F.W.
- Lost Highway (1997)
- Spawn  (1997)
- Private Parts  (1997)
- Nowhere  (1997)
- Dead Man on Campus  (1998)
- The Matrix  (1999)
- Jawbreaker  (1999)
- Detroit Rock City ( (1999)
- Book of Shadows: Blair Witch 2  (2000)
- Valentine  (2001)
- From Hell  (2001)
- Not Another Teen Movie  (2001)
- Resident Evil (2002)
- Bowling for Columbine (interviu, 2002)
- Queen of the Damned  (2002)
- The Hire: Beat The Devil  (2003)
- Party Monster  (2003)
- Doppelherz  (2003)
- The Heart Is Deceitful Above All Things  (2004)
- Area 51  (2005)
- Saw II  (2005)
- House of Wax (2005)
- Living Neon Dreams (2006)
- Rise: Blood Hunter (2006)
- King Shot (2009)
- Gamer (2009)
- Phantasmagoria: The Visions of Lewis Carroll (2010)
- Tim and Eric Awesome Show, Great Job! (2010)
- Splatter Sisters (2011)
- Californication (2013)
- Sons of Anarchy (2014)
- Salem (2016)
- The New Pope (2020)
- American Gods (2021) [21]